# Hamzići (Višegrad)
Pour les articles homonymes, voir Hamzići.
Hamzići (en serbe cyrillique : Хамзићи) est un village de Bosnie-Herzégovine. Il est situé dans la municipalité de Višegrad et dans la république serbe de Bosnie. Selon les premiers résultats du recensement bosnien de 2013, il ne compte plus aucun habitant.

## Géographie
Hamzići est situé au nord-ouest de Višegrad, sur la rive gauche de la Drina.

## Démographie

### Répartition de la population (1991)
En 1991, le village comptait 122 habitants, répartis de la manière suivante :